# Lucrina Fetti

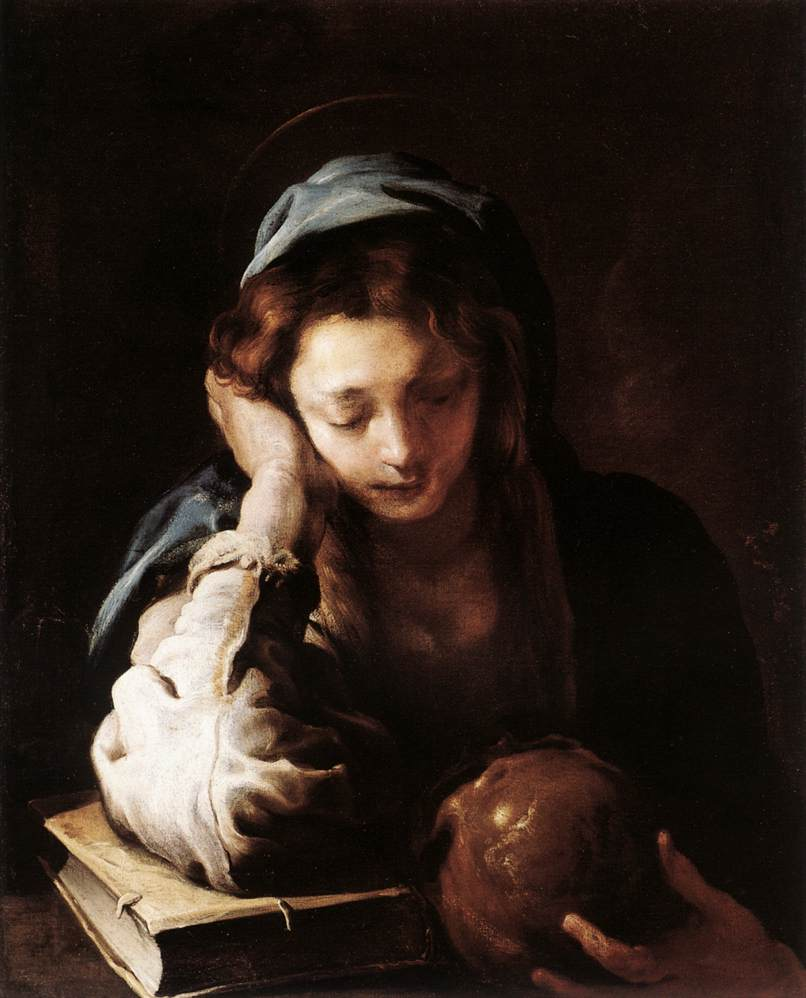
El Repentant St Mary Magdalene, actualmente atribuida a su hermano, pero existe una copia que parece indicar que es obra de Lucrina

Lucrina Fetti (c. 1590-1651) fue una pintora italiana nacida en Roma con el nombre de Giustina. Es conocida por sus obras religiosas del taller de su familia patrocinadas por Margherita Gonzaga, duquesa de Ferrara. También fue conocida por hacer retratos de las mujeres de la familia Gonzaga.
Entre sus pinturas más famosas destaca María Magdalena, Santa Margarita y Santa Bárbara para la iglesia pública Las santas aparecen ricamente vestidas, y se considera que Fetti logró exponer ahí su habilidad representar diferentes texturas y efectos en los tejidos.

## Biografía
Lucrina nació en el seno de una familia de artistas en Roma. Era hija de un pintor menos conocido, Pietro Fetti, y hermana de Domenico Fetti  Fue este hermano, quien ya tenía una formación artística, quien dio las primeras clases de pintura a su hermana.  Es posible que por esto que, hasta hace poco, la mayor parte de su trabajo estaba mezclado con el trabajo de su hermano.
Su familia se mudó a Mantua donde el Duque Fernando Gonzaga fungió como su mecenas mantuvo y aportó la dote de Fetti para ingresar en el convento de Santa Úrsula en Mantua.  Se sabe gracias a este documento que su nombre era Giustina, siendo el de Lucrina el que adoptó como religiosa.  
Después de ingresar al convento, Lucrina vivió allí por el resto de su vida, ya sea pintando decoraciones para el convento o pintando retratos de las princesas que se criaron allí. Fetti pintó estos retratos sin esperar compensación financiera por su trabajo.  Esta situación era muy típica para las monjas-pintoras. Pasó casi sesenta años al servicio del convento como monja, pintora y negociadora económica; y, cuando Margarita Gonzaga murió,en 1632, Fetti ayudó al convento aportando las ganancias recibidas de las posesiones de su familia hasta que murió alrededor de 1673. 

## Obra pictórica
Sus pinturas se dividen en dos categorías, ya sea retratos u obras sobre temas religiosos e hizo más de las segundas que de las primeras.  Hubo alrededor de diez obras religiosas que se encontraron en toda la iglesia externa del convento que fueron hechas por Lucrina o en parte hechas por ella.  La mayoría se encontraron en la capilla dedicada a Santa Margarita, mientras que el resto se están en las paredes de la capilla.  Todos ellos retratan sobre todo, la vida de la Virgen María y de Cristo. Estos incluyen "La Anunciación", "Visitación" y "Adoración de los pastores".  Están todas ellas firmadas, a excepción de "Deposición", que tiene la inscripción S.L.F.R.F.S.O. 1629, interpretada por Nochlin y Harris como "Suor Lucrina Fetti Romana fece in Sant'Orsola 1629".  También se inscribieron con la abreviatura "SLFRFSO" o "Suor Lucrina Fetti Romana fece en Sant'Orsola" y la fecha 1629.
Su segundo grupo de pinturas, retratos de las mujeres de la familia Gonzaga, de los que se conocen siete. De Margarita Gonzaga, la fundadora del convento, hizo dos retratos.  Era ampliamente conocido que los retratos de mujeres importantes exigían una cuidadosa atención a los detalles y un registro visual completo del traje y los accesorios de la modelo, estas dos cualidades son evidentes en el retrato que hizo Lucrina a Eleonora Gonzaga durante su matrimonio con el emperador Ferdinando II.  Algunos otros retratos que hizo fueron Margherita Gonzaga cuando era viuda y de Caterina de Medici Gonzaga con un parecido sorprendente con Santa Elena.
El caso de Fetti es un ejemplo de otra de las vías mediante las cuales las mujeres podían trabajar como artistas; haciéndose monjas. Esto condicionó su arte, sobre todo restringiendo los temas al ámbito religioso o al retrato de aparato, pero no le impidió desarrollar un estilo acorde a las novedades de su tiempo.

## Trabajos
- "Santa María Magdalena" , Iglesia de San Martín, Mantua
- "Anunciación" , el Museo del Palacio Ducal, Mantua
- Retrato de "Eleanor Gonzaga" (1598-1655) esposa de Fernando II (1578-1637), santo emperador romano
- Retrato de "Catherine de 'Medici, Gonzaga" (enlace roto disponible en Internet Archive; véase el historial, la primera versión y la última). , 1626 Museo de Palazzo Ducale, Mantua
- Retrato del "Arcángel Gabriel de la Anunciación" , 1651, Museo del Palacio Ducal, Mantua.